# Agostinho Campos Neto
Agostinho Campos Neto foi um advogado e político brasileiro do estado de Minas Gerais. Foi deputado estadual em Minas Gerais, durante o período de 1963 a 1971 (5ª

e 6ª legislaturas)
, respectivamente pelo PR e pela ARENA.